# Mixin
Als Mixin wird in der objektorientierten Programmierung ein zusammengehöriges, mehrfach verwendbares Bündel von Funktionalität bezeichnet, das zu einer Klasse hinzugefügt werden kann. Von manchen Programmiersprachen werden Mixins direkt unterstützt, beispielsweise von Ruby, Scala, Tool Command Language oder Go. In anderen Sprachen wird dieses Entwurfsmuster abhängig von den Möglichkeiten der jeweiligen Programmiersprache beispielsweise mittels Mixin-Klassen in Verbindung mit Mehrfachvererbung oder, wie z. B. in JavaScript, mittels generischer Programmierung umgesetzt.
Im Unterschied zu Schnittstellen (interface), wie sie beispielsweise in Java und C# üblich sind, enthält ein Mixin aber typischerweise bereits Funktionalität, die verwendet werden kann.
Ein Trait ist eine besondere Form eines Mixins mit einer flexibleren Integration in Klassen.

## Beispiel

Modellierung eines Schachspiels (UML) und Mixin für Persistenz

Das folgende Beispiel stellt einen Anwendungsfall des Mixin-Entwurfsmusters dar. Es enthält eine Klassenhierarchie, die ein Schachspiel modelliert. In diesem Modell ist es für die Klassen Zugfolge und Spielstellung angebracht, diese persistent machen zu können. Das bedeutet, dass Objekte dieser Klassen in einem nicht-flüchtigen Speichermedium – beispielsweise einer Datenbank – gespeichert und aus diesem wieder rekonstruiert werden können. Für andere Klassen dieses Modells ist die Unterstützung einer Persistenz dagegen nicht sinnvoll.
Das Mixin Persistenz könnte die Methoden StoreInDatabase und RestoreFromDatabase enthalten und mittels dieser ein Objekt der Klassen, bei denen dieses Mixin eingebunden wird, in der Datenbank speichern beziehungsweise aus dieser rekonstruieren.

## Mixins und Vererbung
Während in Sprachen wie C++ und Eiffel Mixins als Klassen unter Verwendung von Mehrfachvererbung abgebildet werden, gibt es auch die Sichtweise, eine Mixin-basierte Vererbung als Verallgemeinerung des in klassischen objektorientierten Sprachen wie Smalltalk oder Simula implementierten Vererbungmechanismus zu sehen. Wenn man Vererbung als inkrementellen Mechanismus betrachtet, der eine Basisklasse (B) modifiziert, ist das Ergebnis (E) eine Art Kombination der Basisklasse mit einer Modifikation (M). Dies lässt sich folgendermaßen formulieren:
{\displaystyle E=B\,\triangle \,M=B+M(B)}
Bei der Vererbung in konventioneller Form hat die Modifikation (M) keine unabhängige Existenz, sie ist Teil des Ergebnisses (E). Im Gegensatz dazu geht man bei der Mixin-basierenden Vererbung vom Standpunkt aus, dass die Modifikation eine Abstraktion ist, die unabhängig von der Basisklasse (B) und dem Ergebnis ist. Diese Modifikation ist das Mixin, das Symbol {\displaystyle \triangle } steht für die Mixin Application, also die Anwendung des Mixins.

## Programmiersprachen, die Mixins verwenden
In einzelnen Programmiersprachen sind Mixins Teil der Programmiersprache selbst. Beispiele hierfür sind die Programmiersprachen ooRexx, Ruby und Tool Command Language. Teilweise kann die Mixin-Funktionalität in anderen Programmiersprachen mit externen Bibliotheken realisiert werden (etwa Java).
Seit C# 8.0 und Java 8 können Schnittstellen Standardimplementierungen haben, wodurch eine Mixin-Funktionalität möglich ist.
Eine umfangreiche Liste von Programmiersprachen, die Mixins unterstützen, kann im englischsprachigen Wikipedia-Artikel zu Mixins nachgelesen werden.